# Uripao
Uripao là một chi bướm đêm thuộc họ Erebidae.